# Kyōto Gyoen

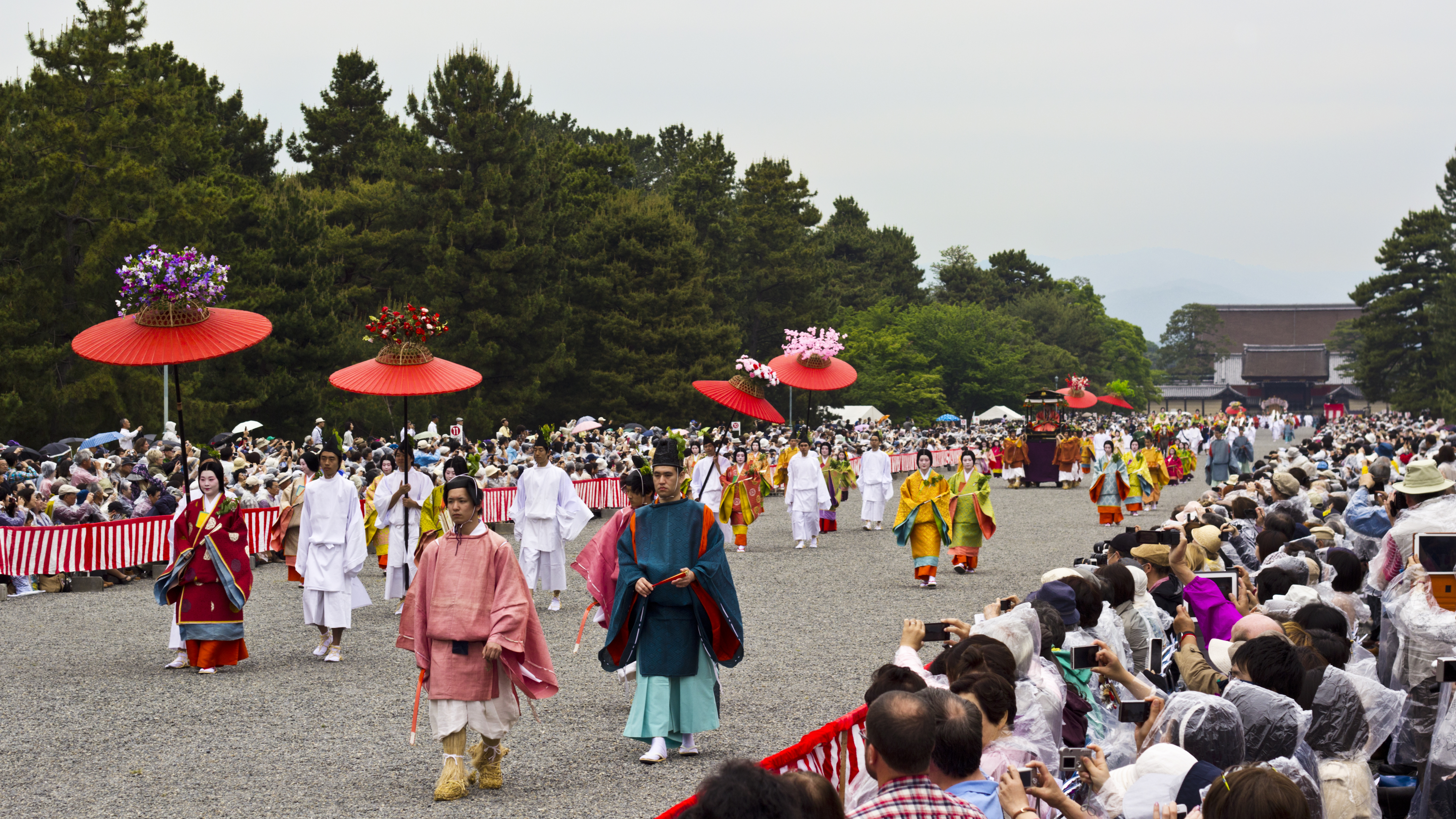
Aoi Matsuri, parada przechodzi przez Kyōto Gyoen, w głębi Kyōto Gosho (2014)

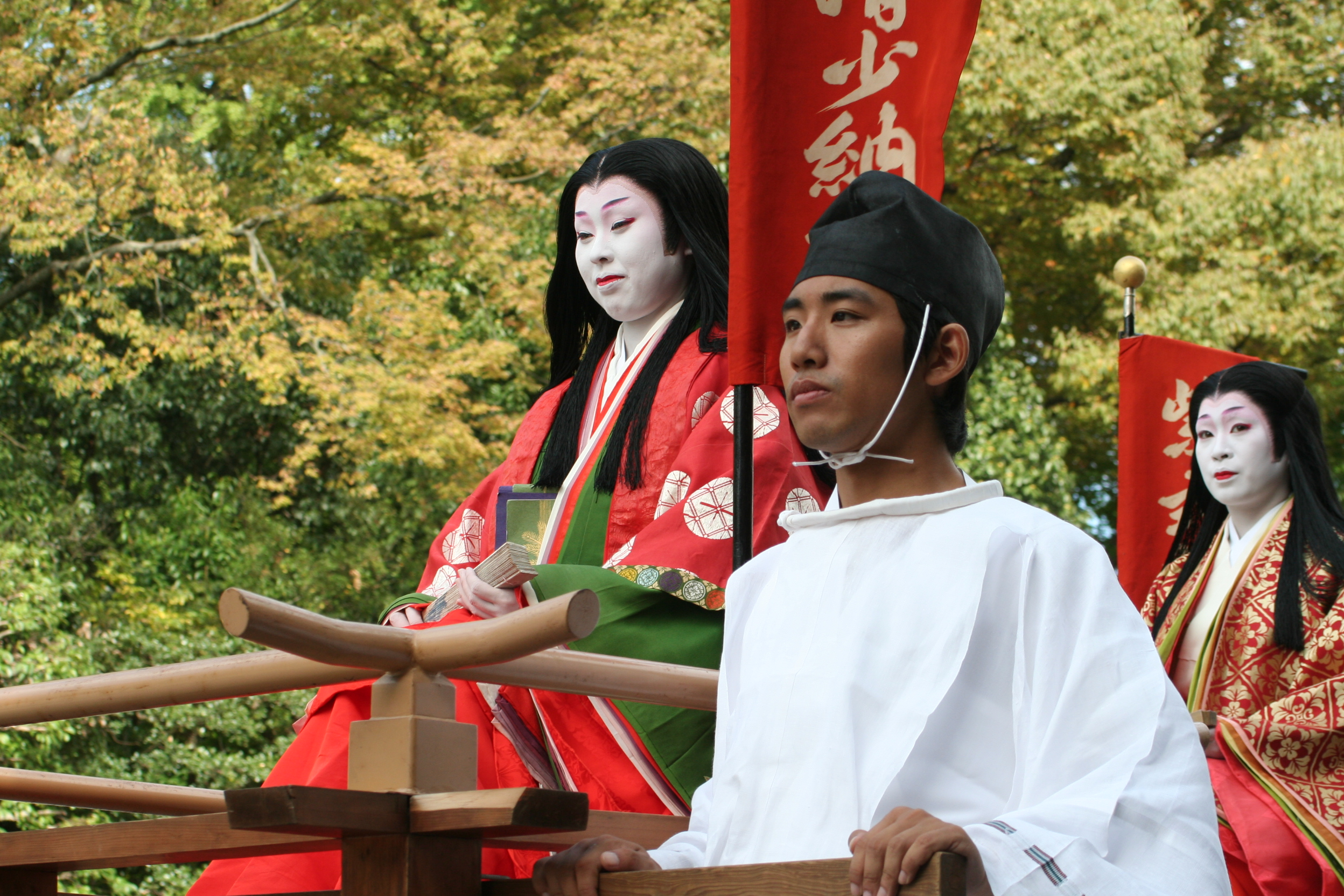
Jidai Matsuri (2009)

Kyōto Gyoen (jap. 京都御苑; ang. Kyoto Imperial Park, Kyoto Gyoen National Garden, Kyoto Imperial Palace Park) – „Cesarski Park w Kioto”, park w centrum miasta, który obejmuje Pałac Cesarski w Kioto (Kyōto Gosho), Pałac Cesarski Sento (Sentō Gosho) i kilka innych obiektów związanych z historią miasta jako stolicy i siedziby cesarza. 

## Opis
Ogród publiczny w Kioto o rozmiarach 1,3 km (z północy na południe) i 0,7 km (ze wschodu na zachód). W okresie Edo (1603–1868) na obszarze tym znajdowało się ok. 140 rezydencji członków rodziny cesarskiej i arystokracji dworskiej. Po przeniesieniu stolicy do Edo/Tokio w wyniku restauracj Meiji (1868) i przeprowadzce elity budynki byłych rezydencji usunięto i utworzono ogród cesarski Kyōto Gyoen w celu zachowania otoczenia Pałacu Cesarskiego. 

## Obiekty na terenie parku
Po II wojnie światowej ogród został zamieniony na park publiczny. Dziś w tym ogrodzie znajdują się słynne historyczne miejsca: 
- Kyōto Gosho (Kyoto Imperial Palace);
- Kyōto Geihinkan → rezydencja rządowa służąca przyjmowaniu oficjalnych gości zagranicznych;
- Kyōto Sentō Gosho (Sentō Gosho), Kyoto Sento Imperial Palace → zbudowany w 1630 roku dla emerytowanego cesarza Go-Mizunoo (1596–1680) i stał się pałacem dla kolejnych emerytowanych cesarzy. Pierwotna zabudowa pałacowa spłonęła w 1854 roku i nie została odbudowana. Zamiast tego na terenie Sentō Gosho został zbudowany w 1867 roku pałac Ōmiya (Kyōto Ōmiya Gosho) dla cesarzowej wdowy Eishō (1835–1897), po cesarzu Kōmei (1831–1867), który obecnie służy jako rezydencja do zakwaterowania członków rodziny cesarskiej podczas ich wizyt w Kioto i nie jest udostępniany do zwiedzania;
- Rezydencja Kan’in-no-Miya → pozostałości rezydencji rodziny cesarskiej Kan’in-no-miya. Budynek służy jako centrum dla zwiedzających i wystawa artefaktów związanych z Kyōto Gyoen. Rezydencja została założona w 1710 roku przez księcia Naohito Kan’in-no-Miya (1704–1753), jednego z synów cesarza Higashiyama (1675–1710). Jest to jedyna z czterech rodzin cesarskich (Kan’in-no-Miya, Fushimi-no-Miya, Katsura-no-Miya, Arisugawa-no-Miya), która dziedziczy cesarski rodowód do dziś. Związek między dzisiejszymi pozostałościami rezydencji a oryginałem nie jest znany, ponieważ pierwotna rezydencja została spalona w 1788 roku przez wielki pożar. Część rezydencji była używana jako dom do czasu przeprowadzki rodziny do Tokio w 1877 roku. Po ich wyprowadzce służył m.in. jako siedziba sądu i oddziału Ministerstwa Dworu Cesarskiego. Po gruntownej renowacji rozpoczętej w 2013 roku i zrekonstruowaniu ogrodu stał się tym, czym jest obecnie;
- Shusui-tei → pawilon herbaciany, jedyna zachowana budowla z dawnej rezydencji rodziny Kujō, jednego z „pięciu domów regentów”[a]. Zbudowany około 200 lat temu pod koniec okresu Edo. Był wykorzystywany do ceremonii parzenia herbaty i przyjęć poetyckich[1];
- Seika-tei → pawilon herbaciany kryty gontem. Nazwa pochodzi od wiersza napisanego przez wybitnego chińskiego poetę, Li Bo (701–762)[2];
- Yushin-tei → pawilon herbaciany przywieziony z dawnej rezydencji arystokratycznej rodziny Konoe[b] w 1884 roku na miejsce poprzedniego pawilonu, który spłonął[1][2].

## Festiwale na terenie parku

### Festiwal Aoi
Aoi Matsuri (Kamo Matsuri) jest jednym z trzech najsłynniejszych festiwali w Kioto (obok festiwali: Gion i Jidai). Odbywa się co roku 15 maja. Główną atrakcją jest wielka parada, w której setki osób przebranych w stroje okresu Heian (794–1185) podąża od Pałacu Cesarskiego, poprzez Kyōto Gyoen i północną część miasta do chramów shintō Shimogamo i Kamigamo.
Festiwal ten powstał w VII wieku, ale dokładne pochodzenie jest niepewne. Najprawdopodobniej miały miejsce katastrofy naturalne, które uważano za spowodowane przez bóstwa z ww. chramów Kamo. Po tym, jak cesarz złożył im ofiary, katastrofy ustąpiły i narodziła się tradycja.

### Festiwal Jidai
Jidai Matsuri (Festiwal Wieków) odbywa się co roku 22 października, w rocznicę założenia Kioto. Składa się m.in. z dużej parady, która odbywa się na trasie z Pałacu Cesarskiego (Kyōto Gosho) poprzez Kyōto Gyoen do chramu Heian usytuowanego we wschodniej części miasta. Uczestnicy parady ubrani są w stroje z niemal każdego okresu japońskiej historii. Festiwal i chram zostały założone w 1895 roku, aby uczcić historię i kulturę Kioto.

## Galeria

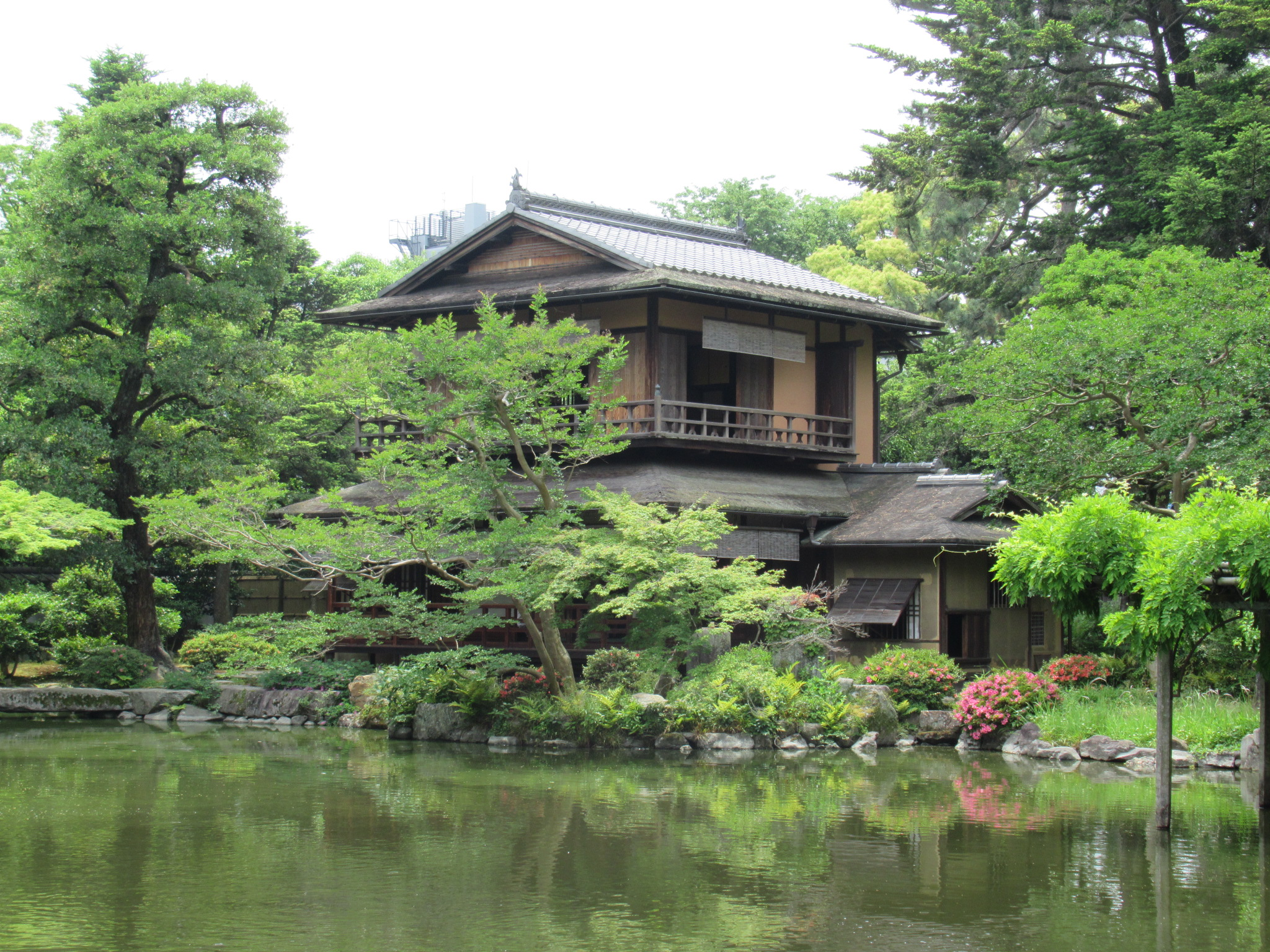
Pawilon herbaciany Shusui-tei
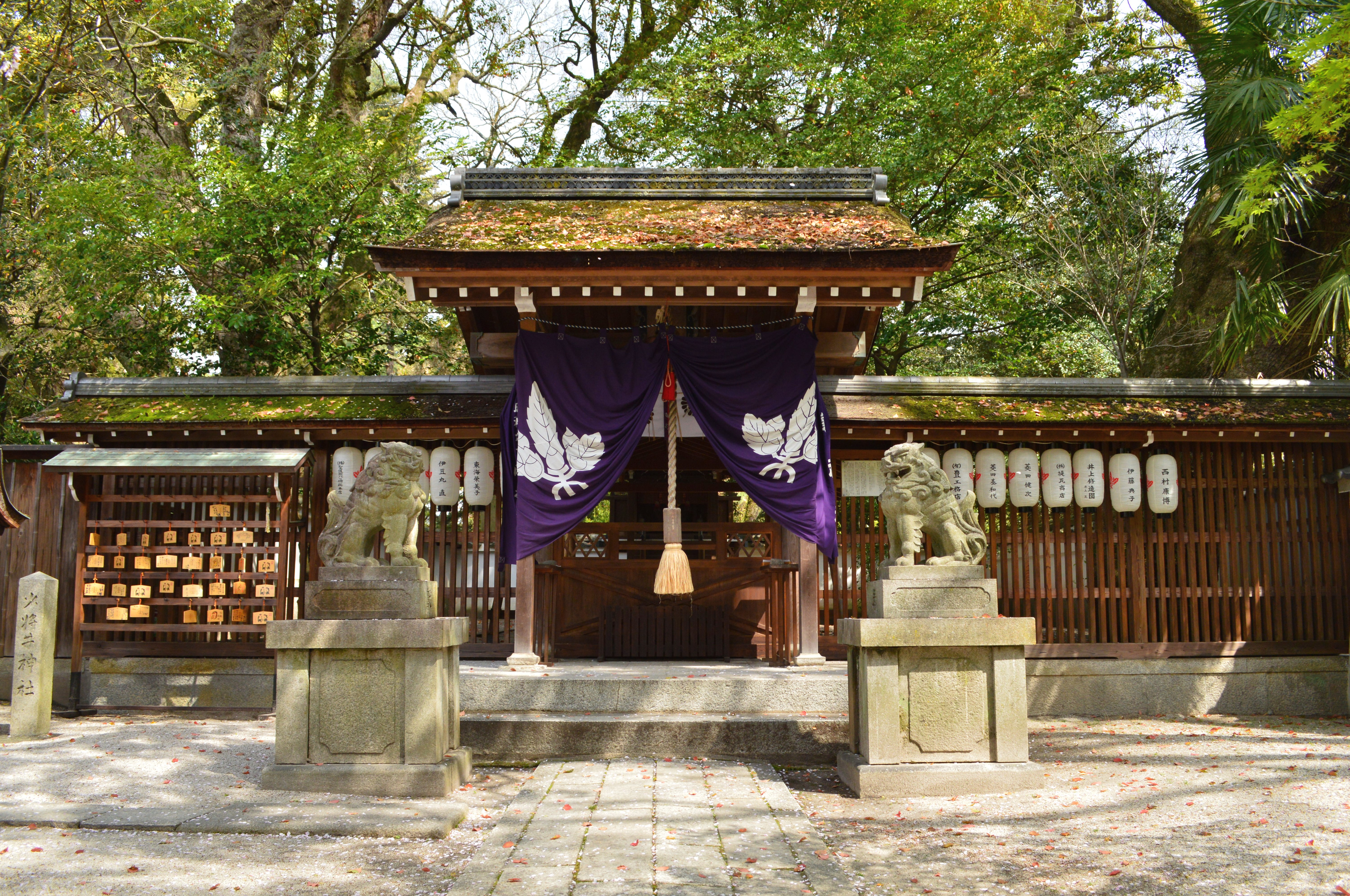
Chram Munakata-jinja
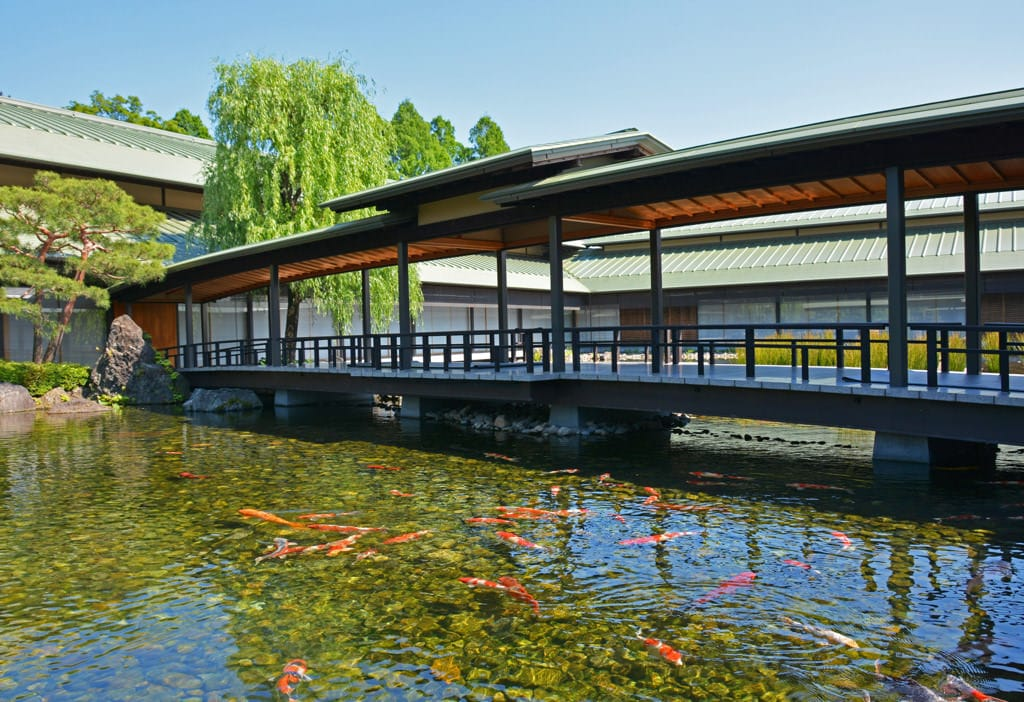
Ogród japoński w Kyoto State Guest House
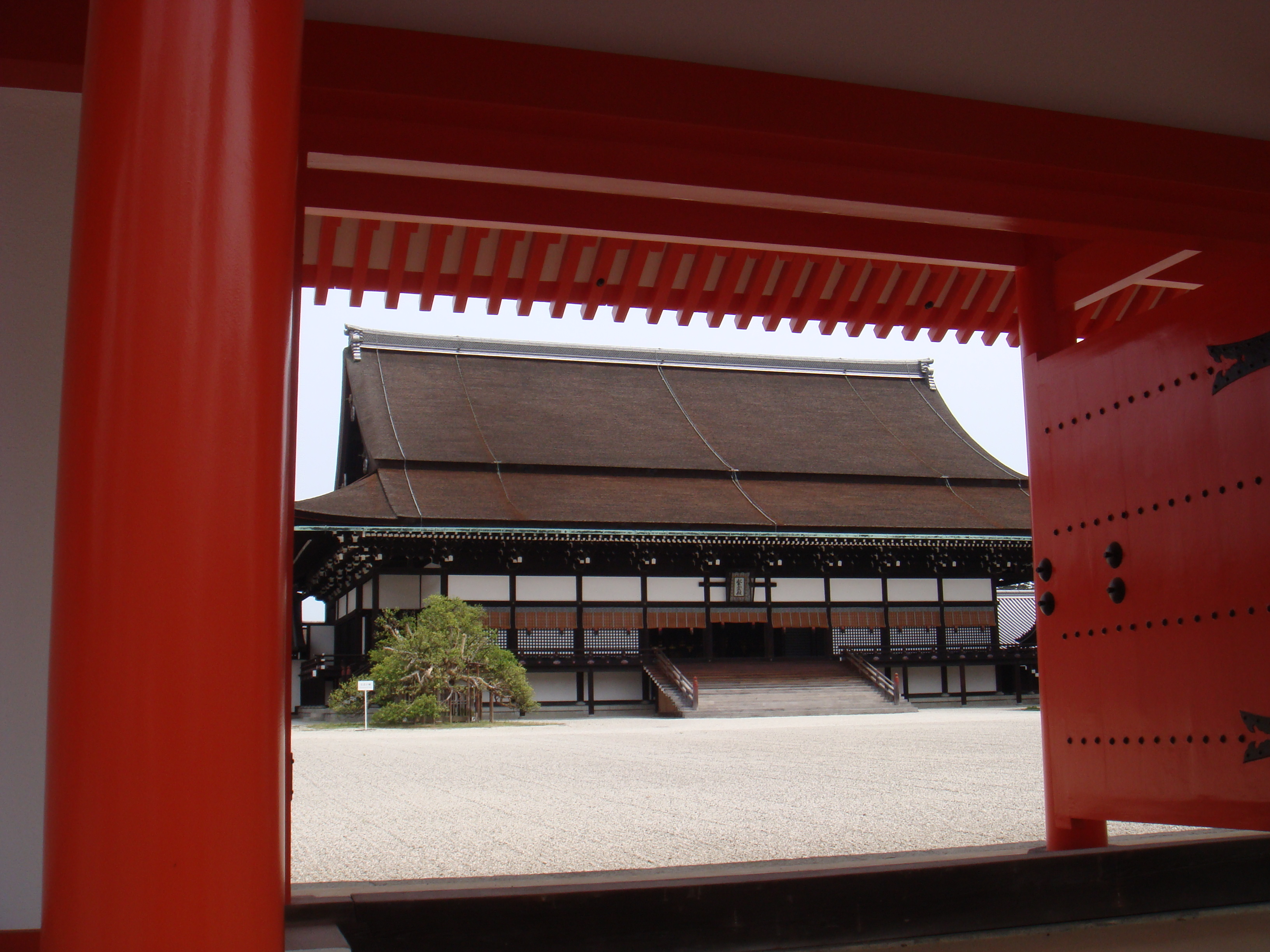
Pałac Cesarski widziany poprzez bramę południową
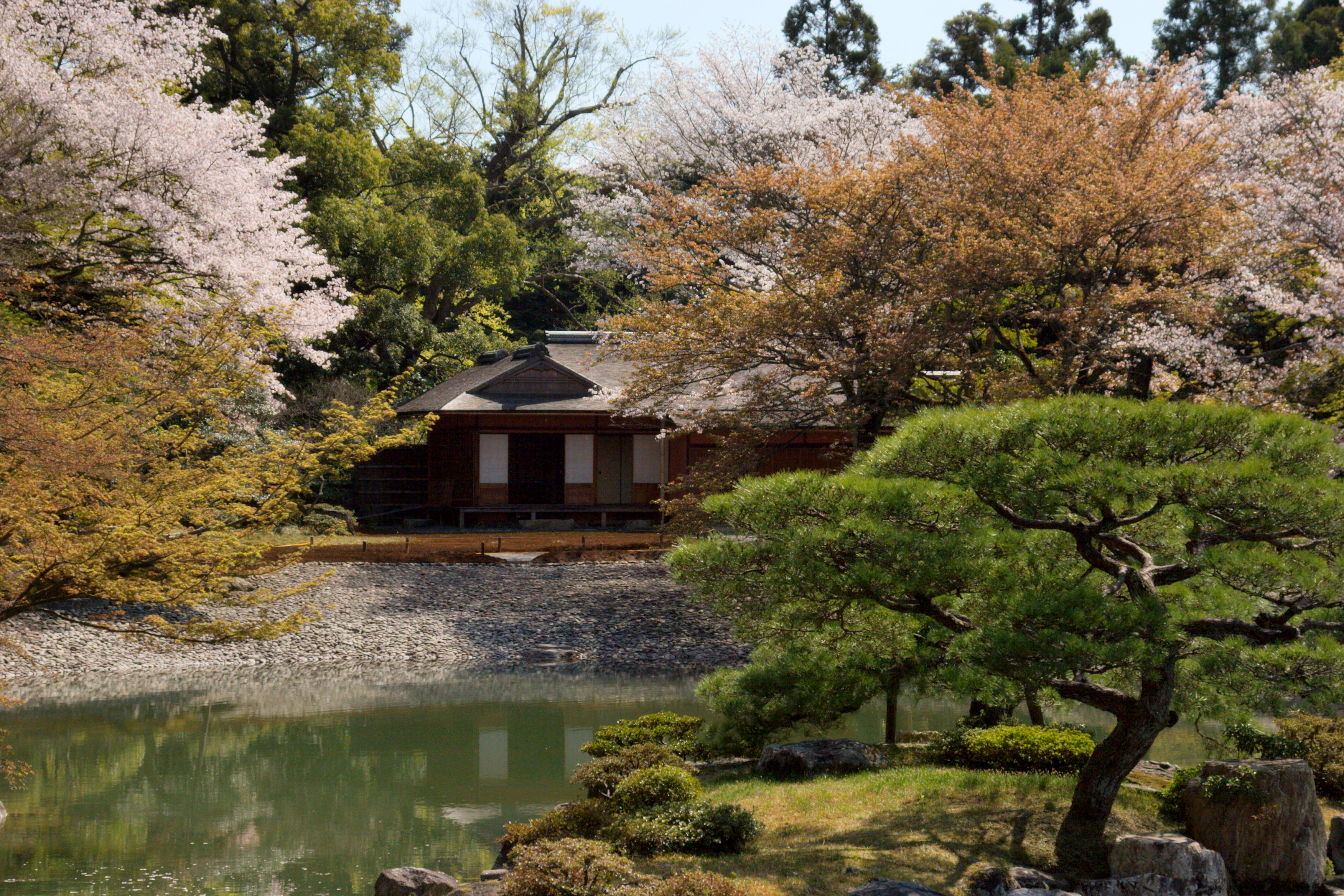
Sentō Gosho
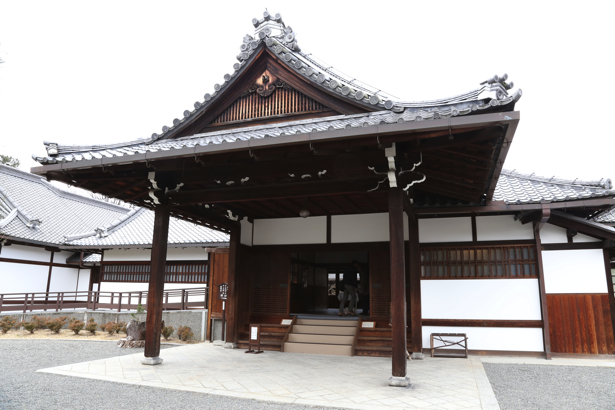
Pozostałości rezydencji Kan’in-no-miya

### Wyjaśnienie nazw
Nazewnictwo licznych cesarskich obiektów, pałaców, pawilonów, ogrodów i rezydencji jest trudno zrozumiałe. Wiele nieporozumień i niejasności wynika również ze specyfiki i historii języka japońskiego oraz z niewłaściwego lub uproszczonego tłumaczenia (także oficjalnego) tych nazw na język angielski, a także w wyniku braku właściwych odpowiedników z językach zachodnich. Stąd poniżej wybrane słownictwo dotyczące pałaców cesarskich w Tokio i Kioto:
- gosho 御所 → pałac cesarski (zwłaszcza pałac cesarski w Kioto → Kyōto Gosho 京都御所); także rezydencja sioguna, ministra itp.[5][6];
- gyoen 御苑 → park cesarski[5];
- kōkyo, kōgyo 皇居 → „pałac, rezydencja cesarska”, „pałac cesarski”, synonim kyūjō 宮城 → „pałac-zamek”, używanego w latach 1888–1946. Jest to nazwa cesarskiego kompleksu pałacowego w Tokio o powierzchni 341 ha, o charakterze parkowym, położonego w centralnej dzielnicy tokijskiej Chiyoda. W nomenklaturze Agencji Dworu Cesarskiego nosi on po japońsku nazwę Kōkyo, a po angielsku „The Imperial Palace”[7]. Natomiast w języku japońskim występuje nazwa 皇居 Kōkyo jako nazwa całego kompleksu pałacowego i nadrzędna do obiektów wymienionych na stronie Agencji[8];
- kyūden 宮殿 → „pałac” (nazwa pospolita)[5], Kyūden → nazwa oficjalna Pałacu Cesarskiego w języku japońskim, składającego się z siedmiu budynków, znajdującego się na terenie kompleksu cesarskiego w Tokio[8]. Według nomenklatury Agencji Dworu Cesarskiego, w języku angielskim nosi on nazwę „The Imperial Palace”, a więc identyczną, jak cały kompleks Kōkyo[7]. Z powyższego powodu często w prasie i wydawnictwach angielskojęzycznych (japońskich i zachodnich) w odniesieniu do całości kompleksu używa się nazwy „Tokyo Imperial Palace”, a do Kyūden, „Imperial Palace” lub dokładniej „Kyuden Tokyo Imperial Palace”. Natomiast w publikacjach i wydawnictwach (np. mapach) w języku japońskim występuje nazwa 皇居宮殿 Kōkyo Kyūden.
- ōmiya 大宮 → (1) pałac, chram cesarski, (2) cesarzowa-wdowa[6];
- ōmiya gosho 大宮御所 → pałac cesarski, rezydencja cesarzowej-wdowy[6];
- sentō gosho 仙洞御所 → pałac byłego, emerytowanego cesarza[6];
- tōgū gosho 東宮御所 → pałac księcia koronnego, następcy tronu (tōgū = kōtaishi)[5][6];